# Ecnomus clavatus
Ecnomus clavatus là một loài Trichoptera trong họ Ecnomidae. Chúng phân bố ở miền Australasia.